# Erwin von Heimerdinger
Erwin Otto Heimerdinger, seit 1910 von Heimerdinger, (* 10. August 1856 in Stuttgart; † 22. Dezember 1932 in Berlin) war ein württembergischer Generalmajor und völkischer Politiker.

## Leben
Als Sohn des Generalarztes Dr. med. Friedrich Heimerdinger begann er seine militärische Laufbahn am 1. Oktober 1873 als Fahnenjunker in der Württembergischen Armee. Er versah seinen Dienst im 2. Feldartillerie-Regiment Nr. 29 und stieg dort bis zum 20. Juli 1907 zum Oberstleutnant und Kommandeur der II. Abteilung auf. Vom 21. April bis zum 18. November 1908 war er mit der Führung des 4. Württembergischen Feldartillerie-Regiments Nr. 65 beauftragt. Anschließend wurde Heimerdinger das Kommando über diesen Verband  übertragen. In dieser Stellung wurde er am 25. Februar 1910 mit dem Ehrenkreuz des Ordens der Württembergischen Krone ausgezeichnet. Damit verbunden war die Erhebung in den persönlichen Adelstand. Nach der Eintragung in die Adelsmatrikel durfte er sich "von Heimerdinger" nennen. Im gleichen Jahr wurde er am 25. Juli 1910 zum Oberst befördert. Unter Verleihung des Charakters als Generalmajor wurde Heimerdinger am 22. März 1913 zur Disposition gestellt.
Am Ersten Weltkrieg nahm Heimerdinger als z.D.-Offizier teil. Er fungierte dabei als Kommandeur der Munitionskolonnen und des Trains des XIII. (Königlich Württembergisches) Armee-Korps.
Daneben wurde er Mitglied des Germanenordens, einer von Hermann Pohl 1912 in Leipzig gegründeten Geheimorganisation mit nationalistischer und antisemitischer Ausrichtung, die damit auch zu den „okkulten Wurzeln des Nationalsozialismus“ gezählt wird. Bei deren Spaltung im Jahre 1916 übernahm er als Kanzler die Leitung dieser Organisation, trat aber im Spätsommer 1919 zugunsten von Herzog Johann Albrecht von Mecklenburg von dieser Position zurück. Im Bericht des preußischen Staatskommissariats für die Überwachung der öffentlichen Ordnung vom 1. Oktober 1919 wird sein Name im Zusammenhang mit gegenrevolutionären Bestrebungen erwähnt.

## Familie
Verheiratet war er mit Elise Hausch. Aus der Ehe gingen vier Kinder hervor. Seine letzte Ruhestätte befindet sich auf dem Südwestkirchhof Stahnsdorf.
Gertrud Heimerdinger (* 31. Oktober 1889), eine seiner Töchter, war stellvertretende Leiterin des diplomatischen Kurierdienstes im Reichsaußenministerium und versorgte u. a. den Diplomaten und Agenten Fritz Kolbe mit speziellen Pässen, um Informationen an Allen Dulles, später Chef des US-Geheimdienstes, zu ermöglichen.